# Berenguer I d'Itàlia
Berenguer de Friül (Cividale del Friuli, 845 – Verona, 7 d'abril del 924) va ser marquès de Friül (874-890/ 896), rei d'Itàlia (com Berenguer I, 887-924) i emperador (915-924).

## Família

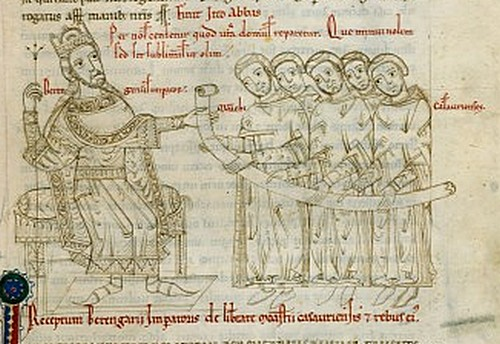
Berenguer de Friül

Tercer fill d'Eberard i de la princesa Gisela, filla de l'emperador Lluís el Pietós, era germà d'Unroch III de Friül. Era d'ascendència carolíngia per part de mare. El seu nom en llatí és Berengarius o Perngarius i en italià és Berengario. Va néixer probablement a Friül. Berenguer es va casar amb Bertilla, filla de Suppó II de Spoleto i van tenir dues filles:
- Berta (?-952), abadessa de San Salvadora a Brescia
- Gisela (880-915), casada amb Adalbert d'Ivrea.

## Marquès de Friül
Quan el seu germà gran Unroch de Friül va morir l'any 874, Berenguer va ser designat per succeir-lo com a marquès de Friül. D'aquesta manera va ocupar un lloc clau dins l'Imperi Carolingi, donat que la Marca feia frontera amb els croats i els eslaus que eren una constant amenaça per la península Itàlica. Berenguer es va convertir en un canal important entre els habitants de Friül i l'emperador i perquè aquest pogués exercir la seva autoritat sobre el territori. Fins i tot va tenir influència a l'església de Friül. L'any 884 va intervenir junt amb l'emperador en l'elecció de Haimo com a bisbe de Belluno.
Quan l'emperador Lluís II, que també era Rei d'Itàlia, va morir el 875, havent acordat amb Lluís el Germànic que el succeiria el fill gran del monarca alemany, Carlemany, Carles el Calb, rei de França Occidental, va envair la península i es va coronarrei d'Itàlia i emperador. Lluís el Germànic va enviar primer Carles III el Gras, el seu fill més jove, i després Carlemany, al capdavant d'exèrcits nodrits de nobles italians conduïts per Berenguer, per tractar de recuperar el regne d'Itàlia. No ho van aconseguir fins a la deposició de Carles III el Gras l'any 877. Sembla que la proximitat entre la Marca de Friül i Baviera, que era governada per Carlemany sota la tutela del seu pare, van facilitar la cooperació.
El 883, Guiu III, recentment ascendit a duc de Spoleto, va ser acusat de traïció en un sínode imperial celebrat a Nonantula a finals de maig. Aleshores va tornar al ducat de Spoleto i va fer una aliança amb els sarraïns. Carles III el Gras, ja emperador, va enviar Berenguer amb un exercit per prendre-li el ducat. Berenguer va tenir èxit fins que una epidèmia que va assolar tot Itàlia el va obligar a retirar-se.
El 886, Liutbard, bisbe de Vercelli, s'emportà Gisela, germana de Berenguer, del convent de monges de San Salvatore a Brescia, i la va casar amb un parent seu; no se sap si per la força o amb el consentiment del convent i de l'emperador. Això va provocar la ira de Berenguer, que va atacar Vercelli i va saquejar els dominis del bisbe. Liutbard i Berenguer es van reconciliar poc després.
Degut a les lluites amb Liutbard, Berenguer havia perdut el favor del seu cosí, l'emperador. Berenguer va assistir a l'assemblea imperial celebrada a Waiblingen a principis de maig del 887 i allà es va reconciliar amb l'emperador que el va recompensar amb grans regals pels serveis prestats anys enrere. Al mes de juny o juliol, Berenguer tornava a estar al costat de l'emperador a Kirchen, quan aquest va adoptar Lluís de Provença com a fill. Es diu que potser Berenguer aspirava a ser declarat hereu de Carles, i que de fet es va convertir en rei d'Itàlia immediatament després que Carles fos deposat pels nobles de França Oriental a novembre del 887.

## Rei d'Itàlia
Després de la deposició de Carles III el Gras, Berenguer va ser l'únic governant junt amb Arnulf de Caríntia, que l'havia deposat, a ascendir a rei abans de la mort de l'emperador. Hi ha textos que daten l'inici del seu regnat a Pavia entre el 26 de desembre de 887 i el 2 de gener de 888. Des de l'inici, Berenguer va haver de lluitar amb nombrosos rivals per poder conservar el regne. Amb Guiu de Spoleto, aspirant al tron, va pactar una repartició dels territoris. Després de la mort de l'emperador, Guy es quedaria amb França Occidental i Berenguer amb Itàlia. Ambdós rivals estaven emparentats amb els emperadors carolingis per via materna, però representaven faccions diferents dins de la política italiana: Berenguer era pro-germànic i Guy era pro-francès.
L'estiu de 888, Guiu, havent fracassat en l'intent d'apoderar-se del tron de França Occidental, va tornar a Itàlia i va reunir un exèrcit format per spoletans i longobards i es va oposar a Berenguer. Van disputar una batalla prop de Brescia que va suposar una minsa victòria per Berenguer, però les seves forces van quedar tan debilitades que va haver de demanar una treva. La treva havia de durar fins al 6 de gener de 889.
Després de la treva, Arnulf de Caríntia va enviar tropes per envair Itàlia a través de Friül. Berenguer, amb la finalitat d'evitar la guerra, va enviar ambaixadors perquè es reunissin amb Arnulf. Aleshores ell mateix es va reunir amb Arnulf a Trento un dia entre novembre i Nadal. Arnulf li va permetre a Berenguer conservar el Regne d'Itàlia a canvi que fos vassall seu i de cedir a Arnulf les viles de Navus i Sagus. L'exèrcit va tornar cap a Alemanya, però Arnulf es va quedar a passar el Nadal a Friül.
A principis de 889, Guiu va contraatacar i va derrotar Berenguer a la Batalla del Trèbia i es va coronar rei d'Itàlia. Encara que havia estat remogut del tron, Berenguer va conservar la seva autoritat a la Marca de Friül. Malgrat que el Papa Esteve V hagués recolzat les aspiracions al tron d'Itàlia de Guiu, un cop mort Carles el Gras, li va retirar el seu suport i es va posar de part d'Arnulf. Arnulf, per la seva part, era partidari de Berenguer i es diu que forjà una aliança amb Lluís de Provença, Carles III de França i Berenguer en contra de Guiu i Rodolf de l'Alta Borgonya.
El 893, Arnulf va enviar el seu fill Zwentibold (fill il·legítim) a Itàlia. Aquest es va reunir amb Berenguer i junts van llançar una ofensiva que va arraconar Guiu a Pavia. Sembla que Guiu els va subornar i aquests van desaprofitar l'ocasió de derrotar-lo definitivament. El 894, Arnulf va dirigir un nou atac contra Guiu i junt amb Berenguer, van derrotar-lo a Bèrgam i van prendre el control de Pavia i Milà. Berenguer va marxar a la Toscana amb l'exèrcit d'Arnulf, quan de sobte el va abandonar i va tornar a Llombardia. Es va estendre el rumor que s'havia girat contra el rei i que havia tornat de la Toscana portant amb ell a Adalbert II de Toscana. No se sap si el rumor era cert o no, però Berenguer va ser deposat de Friül i substituït per Walfred, el més alt conseller de Berenguer, però Walfred va morir aviat i el tron va quedar vacant.
Arnulf, que havia estat coronat emperador pel Papa Formós I, va deixar Itàlia a càrrec del seu fill Ratold, però aquest aviat tornar a Alemanya a través del llac de Como, deixant Itàlia sota el control de Berenguer, que va fer un pacte amb Lambert, fill i successor de Guiu III de Spoleto. Berenguer i Lambert es van reunir a Pavia i van acordar repartir-se el regne. Berenguer rebria la part oriental delimitada pels rius Adda i Po. Segons el cronista Liutprand de Cremona, des d'aleshores els italians sempre van patir sota dos monarques. Per assegurar el compliment de l'acord, Lambert es va comprometre a casar-se amb Gisela, filla de Berenguer.
La pau no va durar massa temps. Berenguer va reunir un exèrcit i va avançar cap a Pavia, però Lambert el va derrotar a Borgo San Donnino i el va fer presoner. Uns dies després, el 15 d'octubre de 898, Lambert moria. Berenguer va quedar lliure i prengué el control de tot el regne convertint-se de nou en rei únic.
L'any 899, els hongaresos van atacar per primera vegada Itàlia. Berenguer va reunir un gran exercit per expulsar-los. Va rebutjar un armistici dels hongaresos amb la intenció d'expulsar-los completament. El 24 de setembre de 899, el seu exèrcit va ser agafat per sorpresa i derrotat prop del riu Brenta.
Aquest fracàs va perjudicar el prestigi de Berenguer com a dirigent davant la noblesa italiana, fet que va provocar que recolzessin a un altre candidat al tron, Lluís de Provença. El 900, Lluís es va dirigir cap a Itàlia i derrotà en Berenguer, essent coronat emperador per Papa Benet IV l'any següent. El 902, Berenguer va tornar el cop i va derrotar Lluís obligant-lo a jurar que no tornaria mai més a Itàlia. Quan Lluís va trencar el jurament l'any 905 envaint la península de nou, Berenguer el va derrotar a Verona i el va capturar i va ordenar que l'enceguessin el 21 de juliol. Lluís va tornar a Provença i va seguir governant durant vint anys com Lluís el Cec. D'aquest manera el regnat de Berenguer es va consolidar i va governar sense oposició, excepte un breu període, fins al 922. Va establir la seva capital a Verona, ciutat que va ordenar fortificar. Durant els anys en què Lluís va suposar una amenaça, Bertilla, la seva esposa, que era neboda de l'emperadriu Engelberga, va tenir un paper important en la legitimació del seu regnat.
El 904, Bèrgam patí un fort setge per part dels hongaresos. Un cop aixecat el setge, Berenguer va concedir al bisbe el privilegi de construir muralles. D'aquest manera el bisbe es va convertir en una mena de comte de la ciutat.

## Emperador
El gener de 915 el Papa Joan X va intentar forjar una aliança entre Berenguer i els nobles italians amb l'esperança de poder fer front a l'amenaça dels sarraïns al sud d'Itàlia. Berenguer no va poder enviar tropes, però després de la batalla del Garigliano, on els sarraïns van ser derrotats, Joan X va coronar Berenguer emperador a Roma al desembre d'aquell mateix any. Berenguer va haver de tornar immediatament al nord, on el Friül encara es trobava sota l'amenaça dels hongaresos.
Com a emperador, Berenguer va voler intervenir en els assumptes de fora del regne d'Itàlia. Fins i tot va participar en un elecció episcopal de la diòcesi de Lieja. Després de la mort del bisbe Esteve l'any 920, Herman I, arquebisbe de Colònia, representant els interessos germànics al Ducat de Lotaríngia, va tractar d'imposar el seu candidat, Hildui, com a successor. Se li va oposar Carles III de França, que va convèncer el Papa Joan X perquè excomuniquès Hildui. Aleshores, Richer, un altre monjo, va ser escollit amb el suport del Papa i l'emperador.
En els seus últims anys de regnat, la seva esposa va ser acusada d'infidelitat, un càrrec força comú en aquells temps contra les dones dels reis que es trobaven en declivi. Va ser enverinada i Berenguer es va tornar a casar amb Anna, filla de Lluís el Cec i possiblement neta de Lleó VI, l'emperador romà d'Orient. El seu matrimoni va ser una temptativa de Lluís de fer prosperar els seus descendents i de Berenguer de legitimar el seu regnat amb un matrimoni amb la casa de Lotari, que havia governat Itàlia per pret hereditari des de l'any 817.
El 915, Berta, la filla gran de Berenguer, es va convertir en abadessa de San Salvatore de Brescia. L'any 917, Berenguer va donar al monestir el privilegi de construir fortificacions. Adalbert d'Ivrea, que havia estat casat amb Gisela, filla de Berenguer, fins a la mort d'aquesta, havia estat un dels principals rivals interns després del fracassat intent de Lluís de Provença d'apoderar-se del regne. Entre els anys 917 i 920, va demanar ajut a Hug d'Arle per deposar Berenguer, oferint-li el tron. Hug va envair Itàlia junt amb el seu germà Bosso, avançant fins a Pavia, on Berenguer els va derrotar i sotmetre. Malgrat tot, els va permetre marxar lliurement d'Itàlia.
Descontents amb l'emperador, que havia cessat la seva política de privilegis i aliances entre famílies a favor del pagament a mercenaris hongaresos, alguns nobles italians, conduïts per Adalbert i molts bisbes, van oferir el tron a Rodolf II de l'Alta Borgonya l'any 921. Fins i tot, Berenguer d'Ivrea, net de l'emperador, es va sublevar incitat per Rodolf. Aleshores Berenguer es va retirar a Verona i va permetre que les seves tropes, formades per hongaresos, saquegessin el país. Joan, bisbe de Pavia, va rendir la ciutat a Rodolf l'any 922 i va ser saquejada pels hongaresos. El 29 de juliol del 923, les tropes de Rodolf, Adalbert i Berenguer d'Ivrea es van trobar amb les de Berenguer prop de Piacenza i les van derrotar en la batalla de Fiorenzuola. La batalla va ser decisiva i Berenguer va ser destronat de facto i substituït per Rodolf. Poc després Berenguer va morir assassinat per un dels seus propis homes, probablement instigat per Rodolf.